# 世界の王 (曲)
「世界の王」（せかいのおう、原題：Les rois du monde）は、ミュージカル『ロミオとジュリエット』の楽曲である。

## 概要
ジェラール・プレギュルヴィックが作曲・作詞を手掛けている。2000年7月に発売されたシングルでは、翌2001年の『ロミオとジュリエット』初演時に出演したロミオ役のダミアン・サルグ、ベンヴォーリオ役のグレゴリー・バケ、マキューシオ役のフィリップ・ダヴィラが歌唱している。日本語では、宝塚歌劇団の『ロミオとジュリエット』で「世界の王」として歌唱されている。
| 言語         | 曲名                 |
| ------------ | -------------------- |
| フランス語   | Les rois du monde    |
| イタリア語   | I re del mondo       |
| スペイン語   | Los Reyes del mundo  |
| ドイツ語     | Herrscher der Welt   |
| ハンガリー語 | Lehetsz király       |
| ポーランド語 | Królowie świata      |
| ロシア語     | Короли ночной Вероны |
| 中国語       | 世界之王             |
| 日本語       | 世界の王             |
| モンゴル語   | Delhiin haad         |

## シングル収録曲
1. Les rois du monde（世界の王）- 3:26
2. Un Jour par Damien Sargue et Cécilia Cara - 3:44